# Andrei Gennadjewitsch Dunajew

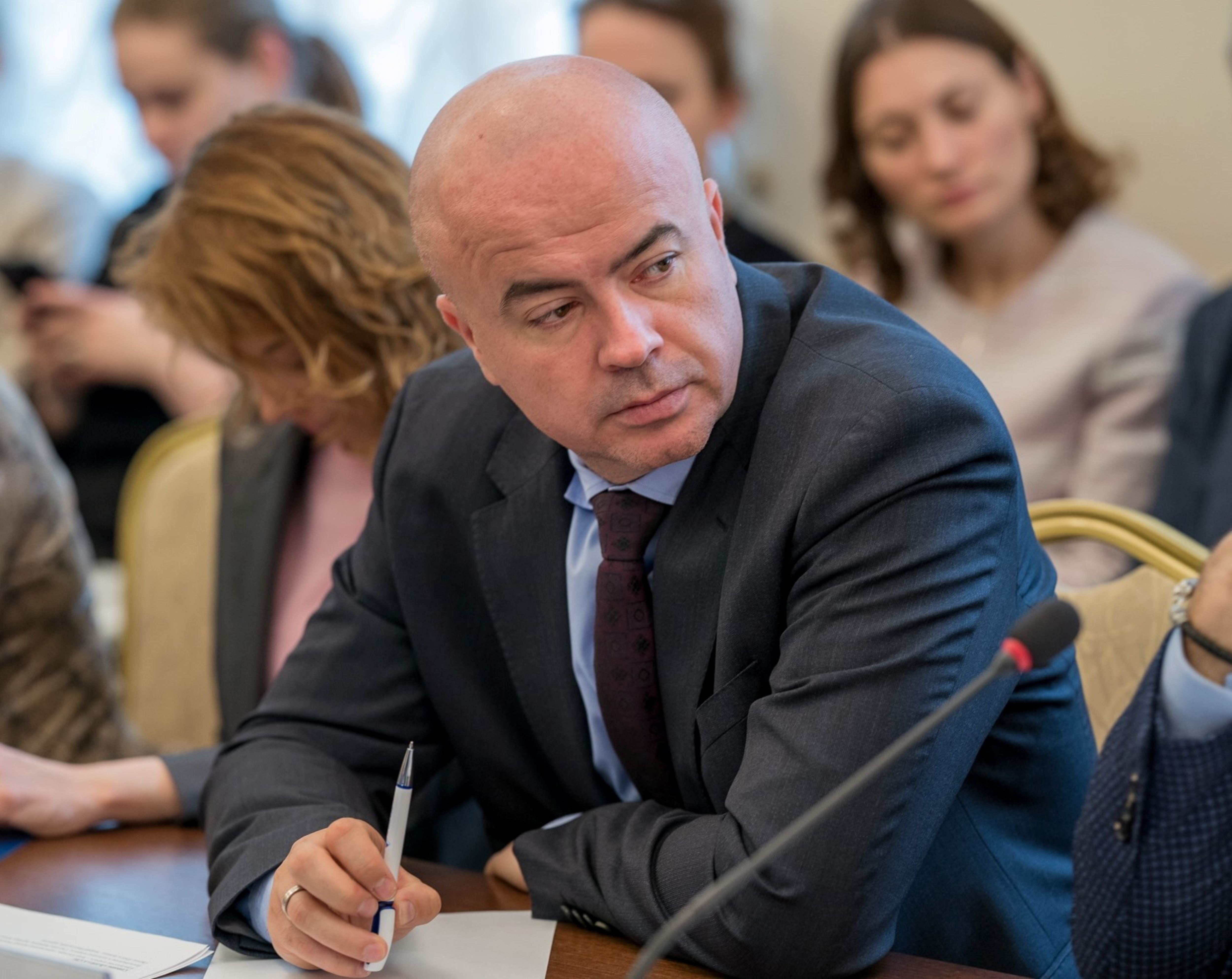
Andrei Gennadjewitsch Dunajew, 2019

Andrei Gennadjewitsch Dunajew (russisch Андрей Геннадьевич Дунаев; * 10. Januar 1977 in Moskau) ist ein russischer Rechtsanwalt, Verwaltungsbeamter, Politiker und ehemaliger FSB-Mitarbeiter. Von September 2011 bis Dezember 2012 war er Vorsitzender der ehemals rechtsliberalen Partei Rechte Sache. Seit 2014 leitet er die Rajonverwaltung in Istra.

## Biografie
Der gebürtige Moskauer Andrei Dunajew schloss im Jahr 1997 die Staatliche Moskauer Universität für Umweltingenieurwissenschaften ab. Nach seinem Studium trat er dem russischen Geheimdienst FSB bei. Im FSB war er als Ermittler in der Kriminalitätsbekämpfung tätig. Er ermittelte auch bei den Sprengstoffanschlägen auf Wohnhäuser in Russland im Jahr 1999. In einem späteren Interview distanzierte sich Dunajew von seiner FSB-Vergangenheit.
Während seiner FSB-Tätigkeit studierte Andrei Dunajew Rechtswissenschaft an der Staatlichen Universität für Management in Moskau. Dieses Studium schloss er im Jahr 2003 ab.
Von 2003 bis 2006 arbeitete Dunajew in der Rechtsabteilung einer Tochterunternehmung von Lukoil. Im Jahr 2006 gründete er eine Anwaltskanzlei namens Dictum-Factum, die er bis Februar 2008 leitete. Von Februar 2008 bis März 2014 hatte er den Status eines selbständigen Rechtsanwaltes. Dieser Status ruht jedoch seit dem Beginn seiner Tätigkeit im Verwaltungsapparat.
Im Jahr 2008 gehörte er zu den Gründungsmitgliedern der Partei Rechte Sache. Am 16. November 2008 wurde er zum Vorsitzenden des Exekutivkomitees dieser Partei ernannt. Diesen Posten hatte er bis September 2011 inne, ehe er die Nachfolge des abgesetzten Parteivorsitzenden Michail Prochorow antrat.
Am 20. September 2011 wurde er zum Spitzenkandidaten der Partei „Rechte Sache“ für die Russischen Parlamentswahlen 2011 ernannt.
Für den Fall, dass seine Partei bei den Parlamentswahlen enttäuschend abschneidet, kündigte Dunajew an, sich aus der Politik zurückzuziehen.
Bei den Parlamentswahlen kam die „Rechte Sache“ nur auf 0,6 % der Stimmen und wurde damit die schwächste Partei. Dunajew blieb jedoch Parteivorsitzender.
Am 24. Februar 2012 wurde Dunajew als Parteivorsitzender wiedergewählt. Am 18. Dezember 2012 trat Dunajew von diesem Posten zurück, nachdem die Partei den rechtsliberalen Kurs verlassen und einen nationalkonservativen eingeschlagen hatte.
Zwischen Dezember 2012 und März 2014 arbeitete Andrei Dunajew wieder hauptsächlich als Rechtsanwalt und gründete dabei auch eine eigene Kanzlei namens „Andrei Dunajew und Kollegen“. Gleichzeitig lehrte er an der Russischen Plechanow-Wirtschaftsuniversität das Fach Steuerrecht.
Seit dem 17. Oktober 2014 leitet Dunajew die Rajonverwaltung in Istra, nachdem er bereits seit dem 11. März 2014 stellvertretender Leiter gewesen ist.
Im Jahr 2018 trat Dunajew der Regierungspartei „Einiges Russland“ bei und wurde zum Sekretär des politischen Rates der Partei im Stadtbezirk Istra gewählt. Wenige Wochen später kandidierte er für Einiges Russland bei den Wahlen zum Abgeordnetenrat des Stadtbezirks Istra. Trotz seiner Wahl verzichtete er am Ende auf sein Mandat. Am 1. November desselben Jahres gab Dunajew seinen Posten als Leiter der Rajonverwaltung von Istra auf.

## Politische Positionen
Andrei Dunajew bezeichnet sich als überzeugten Liberalen. So setzte er beispielsweise sich für die Freilassung von Michail Chodorkowski ein. Dennoch hält Dunajew die Politik von Präsident Wladimir Putin im Großen und Ganzen für richtig.

## Privates
Andrei Dunajew hat eine ältere Schwester namens Jelena.
Dunajew ist in zweiter Ehe verheiratet. Er ist Vater eines Sohnes.
Dunajew hat eine professionelle Ausbildung im Nahkampf absolviert. Zu seinen Hobbys zählen Pferdesport, Motocross und Volleyball.